# Czerna
Czerna este o arie protejată (sit de importanță comunitară — SCI) din Polonia întinsă pe o suprafață de 76,39 ha, integral pe uscat.

## Localizare
Centrul sitului Czerna este situat la coordonatele 50°10′09″N 19°37′50″E / 50.1692°N 19.6306°E.

## Înființare
Situl Czerna a fost declarat sit de importanță comunitară în martie 2007 pentru a proteja 3 specii de animale.

## Biodiversitate
Situată în ecoregiunea continentală, aria protejată conține 4 habitate naturale: Peșteri inaccesibile publicului, Păduri de fag Luzulo-Fagetum, Păduri de fag Asperulo-Fagetum, Păduri de stejar și carpen Galio-Carpinetum.
La baza desemnării sitului se află mai multe specii protejate de  mamifere (3): liliac cărămiziu (Myotis emarginatus), liliac comun (Myotis myotis), liliacul mic cu potcoavă (Rhinolophus hipposideros).